# 倴城镇
倴城镇，是中华人民共和国河北省唐山市滦南县下辖的一个行政建制镇。
历史上，倴城镇与开平镇、稻地镇和榛子镇并称冀东四大名镇。倴城之名来源，民间有多种说法，一般认为因元朝大将倴盏在此屯集粮草而得名。1960年代成为滦南县县城所在。2012年，划出友谊路街道。

## 行政区划
倴城镇下辖以下地区：
新立庄村、东八户村、西八户村、靳营村、周东庄村、吴东庄村、王东庄村、牛东庄村、东北街村、东南街村、西北街村、西南街村、谷家营村、王庄子村、梁泡村、高泡村、钟泡村、姜泡村、小屯村、北营村、张泡村、霍泡村、魏营村、毛庄子村、王官寨村、汤官寨村、吴官寨村、马官寨村、薛官寨村、周官寨村、徐官寨村、张官寨村、松树村、龙湾子村、皂户村、东上坡子村、西上坡子村、李庄子村、尹家桥村、余家岭村、东张士坎村、西张士坎村、洪营村、果园村、双柳树村、东石家林村、西石家林村、高曹庄村、李家寺村和张耿庄村。